# Casimiro Gennari
Casimiro Gennari (Maratea 29 de dezembro de 1839 - Roma 31 de janeiro de 1914) foi um cardeal italiano da Igreja Católica Romana e ex-prefeito da Congregação para o Clero.

## Vida
Casimiro Gennari nasceu em 1839 em Maratea . Ele freqüentou uma escola jesuíta em Nápoles e estudou no seminário em Salerno .
Em 21 de março de 1863, ele recebeu em Salerno o sacramento da Ordem . Ele então trabalhou como pastor na Diocese de Conversano. Ele foi o fundador do jornal mensal Il Monitore Ecclesiastico .
Em 13 de maio de 1881, ele foi nomeado bispo de Conversano . A consagração episcopal deu-lhe Eduardo Henrique Cardeal Howard no dia 15 de maio do mesmo ano na Igreja de Sant'Alfonso all'Esquilino ; Os co- consagradores foram François de Sales Albert Leuillieux , arcebispo de Chambéry , e Herbert Vaughan , bispo de Salford . Em 15 de novembro de 1895, foi nomeado Assessor da Congregação da Inquisição Romana e Geral e nomeado em 6 de fevereiro de 1897, Arcebispo Titular de Naupactus . Ao mesmo tempo, ele continuou a administrar a diocese de Conversano.
Papa Leão XIII. levou-o em 15 de abril de 1901 como cardeal sacerdote de San Marcello no Colégio dos Cardeais . Ele participou do conclave de 1903 que o Papa Pio X escolheu. Pio X o nomeou em 20 de outubro de 1908. Cardeal Prefeito do Conselho Congregação .
Gennari morreu em 31 de janeiro de 1914 em Roma. Seu túmulo está na catedral de Policastro.

## Link Externo
- Fiche du cardinal sur le site fiu.edu